# Barwoodita
La barwoodita és un mineral de la classe dels silicats que pertany al grup de la welinita. Rep el nom en honor de Henry "Bumpi" L. Barwood (1947, Alameda, Califòrnia, EUA - 2016, Alabama, EUA), professor de geologia a la Universitat de Troy, a Troy (Alabama, EUA).

## Característiques
La barwoodita és un nesosilicat de fórmula química Mn2+₆Nb5+(SiO₄)₂O₃(OH)₃. Va ser aprovada com a espècie vàlida per l'Associació Mineralògica Internacional l'any 2017, sent publicada per primera vegada el 2018. Cristal·litza en el sistema trigonal. La seva duresa a l'escala de Mohs és 3,5. És un mineral isostructural amb la franciscanita, l'örebroïta i la welinita.
Les mostres que van servir per a determinar l'espècie, el que es coneix com a material tipus, es troben conservades a les col·leccions mineralògiques del Museu d'Història Natural del Comtat de Los Angeles, a Los Angeles (Califòrnia) amb els números de catàleg: 66634, 66635, 66636 i 66637.

## Formació i jaciments
Va ser descoberta a la pedrera Big Rock, situada a l'àrea de la muntanya Granite, dins el comtat de Pulaski (Arkansas, Estats Units). També ha estat descrita a la veïna pedrera #1 de la mateixa muntanya, sent aquests dos indrets els únics a tot el planeta on ha estat descrita aquesta espècie mineral.